# Josep Maria de Nadal i Vilardaga
Josep Maria de Nadal i Vilardaga   (Barcelona, 30 d'abril de 1845 - Barcelona, 4 de febrer de 1908) fou un hisendat i polític català.

## Biografia
Fill de l'hisendat barceloní Joan Nadal i Pujolà i de Dorotea Vilardaga i Julià, natural de Tarragona.
Fou un dels administradors de la primera sucursal del Banc d'Espanya a Barcelona i membre del consell d'administració del Banc de Barcelona del 1892 fins a la seva mort.
Vinculat al Partit Liberal Conservador, el 1875 fou nomenat regidor de l'ajuntament de Barcelona, i fins i tot en fou alcalde de juny de 1896 a juliol de 1897. El 1877 representà els interessos dels pobles del Pla de Barcelona oposats a l'annexió. Renuncià al títol de marquès de La Unión del Llano, concedit per la muller d'Alfons XII, Maria Cristina d'Habsburg-Lorena, per haver signat el 1897 el decret d'agregació a Barcelona dels antics municipis del Pla de Barcelona,
Fou elegit diputat pel districte de Gràcia a les eleccions generals espanyoles de 1876 i 1879, i senador per la província de Barcelona el 1899-1900. Durant el seu mandat defensà les mesures proteccionistes i els interessos del Foment de la Producció Nacional.
El 1883 fundà el Cercle Liberal Conservador de Barcelona, president del Cercle del Liceu (1880-1882) i el 1884 va ser nomenat comissari d'agricultura i comerç de Barcelona.
Es va casar el desembre de 1869 amb Antònia Ferrer i Nin (1850-1903), barcelonina de família de Vilanova. Fou pare de Joaquim Maria de Nadal i Ferrer. Va morir el 4 de febrer de 1908.